# エマル

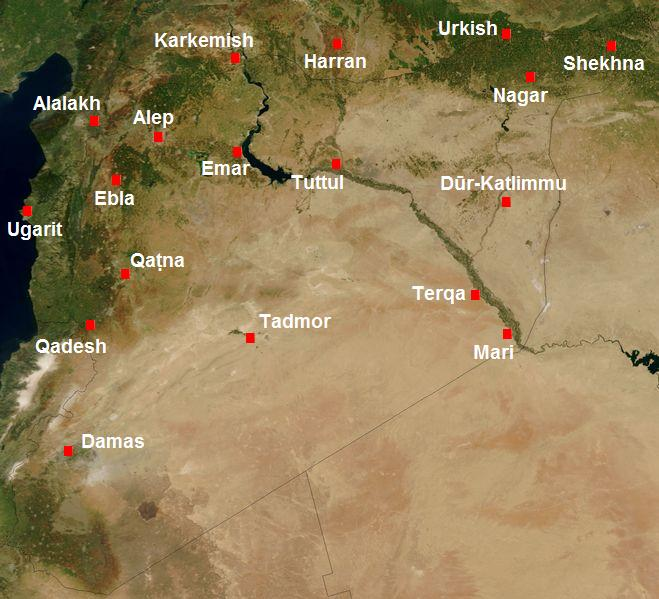
古代オリエントの地図

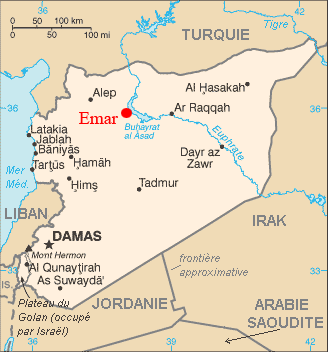
エマルの位置

エマル（Emar） はシリア北東部のユーフラテス川中流にある古代の都市国家。アレッポとラッカの中間、南へ流れるユーフラテス川が東へ向きを変えるあたりの南岸にあるテル・メスケネ（Tell Meskene）の遺跡が古代のエマルだとされている。高台にある遺跡の範囲は 1000m × 700m におよび、現在はユーフラテスを堰き止めた人工湖アサド湖の湖畔に位置する。 
エマルは楔形文字の書かれた粘土板多数が発見されたことで、ウガリット・マリ・エブラと並ぶ古代シリアの重要な考古学遺跡となっている。紀元前2500年にまでさかのぼるこれらの文書や、1970年代以来の遺丘（テル）の発掘結果から、エマルは上メソポタミア・アナトリア・シリアの勢力圏の境界にある青銅器時代の重要な交易拠点であったとみられる。他の都市遺跡と違い、エマルから見つかった粘土板は宮廷や政府のものではなく、民間同士の取引、裁判記録、不動産取引、婚姻、遺言、養子縁組など、民間の営みに関するものだった。神官の家からは、メソポタミアの伝統に関する文学や語彙集などの文書、地元の信仰に関わる儀式の文書などが発見されている。
テル・メスケネの発掘が始まったのは、ユーフラテス川を堰き止めて人工湖アサド湖を作る巨大ダム・「タバカ・ダム」（Tabaqah Dam）の建設が進んでいた1970年代前半で、近隣のテル・アブ・フレイラ（Tell Abu Hureyra）などの遺跡とともに、ダムに水が満ちる前に調査が行われた。テル・メスケネの調査は、フランスの二つの考古学チームにより1972年から1976年にかけて行われた。この発掘では水の神バアルとその陪神アスタルトのものと考えられる聖域を構成する神殿地区が明らかになった。これは青銅器時代後期（紀元前13世紀から紀元前12世紀初期）にさかのぼるとみられる。また700枚以上の粘土板が見つかり、その中から都市の名が判明した。街は三方向を城壁に、残り一辺を深い濠に囲まれ、通りが交差して長方形の街区をなしていた。土地はテラス状に整地され、3つの部屋と2階への階段からなる同じような間取りの家が建ち並んでいた。高台には神殿2つと宮殿があった。
しかしフランス隊の発掘調査が完了すると遺跡は見張りのないまま放置され、組織的な盗掘が行われて遺跡は荒らされてしまった。また多数の楔形文字の粘土板が、埋蔵状況などの背景や文脈から切り離されてしまった状態で、盗掘品を扱う古美術市場に流出した。1992年、シリア文化省考古総局は遺跡の監督を開始した。新しい調査により、さらに初期の地層（中期および初期青銅器時代、紀元前3千年紀後半および紀元前2千年紀前半）が発掘されている。

## エマルの歴史
紀元前3千年紀半ば、エマルはエブラの支配者の影響下にあったことが、エブラの文書庫から発見された粘土板から明らかになっている。マリで発見された紀元前18世紀（青銅器時代中期）の文書では、エマルは隣接するアムル人の国家ヤムハド（現在のアレッポ）の影響下にあったとされる。エマルからは後期青銅器時代の紀元前13世紀および紀元前12世紀初期のアッカド語文書が出土している。また同時代の資料では、ハットゥシャおよびウガリットから出土した文書、およびアッシリア帝国の文書庫から出土した文書にもエマルへの言及がある。当時エマルはヒッタイト帝国の勢力圏にあり、カルケミシュの副王に支配されていた。
遺跡や文書は紀元前12世紀のものを境に途絶えてしまう。これは青銅器時代末期から鉄器時代初期にかけて起こった、異民族侵入などによる文明崩壊の結果である。この地は荒れ果てたまま古代ローマの領土に組み込まれる時代を迎える。ユーフラテス流域はローマ帝国の東の国境地帯で、エマルの廃墟のすぐ南（現在のカラート・バリス Qala'at Balis）に再度都市が作られバルバリッソス（Barbalissos）と呼ばれた。253年、サーサーン朝ペルシャ2代目皇帝のシャープール1世率いる軍勢とローマ軍団がこの地でバルバリッソスの戦いを行い、サーサーン朝が勝利しローマはシリアを失うことになる。東ローマ帝国はバルバリッソスの支配を取り戻しユスティニアヌス1世は城壁を新しくしている。また6世紀ごろまでのキリスト教会の資料にもバルバリッソスの名は見えるが、やがて忘却され廃墟となった。